# 娜塔莎·皮尔茨·穆萨尔
娜塔莎·皮尔茨·穆萨尔（1968年5月9日—）是斯洛文尼亚一名律师和作者，她同时还曾担任过信息专员（2004年－2014年）、记者、斯洛文尼亚红十字会主席（2015年－2016年）等工作或职务。穆萨尔以她在信息自由方面的书籍和裁决出名，同时她的法律观点也备受关注；除此之外，她还以她所代理的一系列高关注度案件而蜚声国际，她的客户包括在斯诺文尼亚出生的梅拉尼娅·特朗普（美国前总统唐纳德·特朗普的妻子）、斯洛文尼亚政党社会民主党等。而在2022年斯洛文尼亚总统选举中，作为无党籍参选人士的穆萨尔在第二轮投票中胜出，她成为该国的首位女性總統。

## 个人生活
娜塔莎·皮尔茨·穆萨尔的丈夫阿莱什·穆萨尔（Aleš Musar）是一名商人，他们拥有一个儿子。他们在斯洛文尼亚卢布尔雅那的上加梅利内拥有一套俄式达恰风格的房产；同时他们还拥有一辆劳斯莱斯幻影6加长轿车，这原本是为英国王室成员亚历山德拉郡主定制并曾归她所有。